# Кузьмін Микола Іванович (футболіст)
Микола Іванович Кузьмін (рос. Николай Иванович Кузьмин; нар. 31 серпня 1950, Москва, СРСР) — радянський футболіст та російський тренер, виступав на позиції захисника.

## Життєпис
Народився 31 серпня 1950 року в Москві. Вихованець столичної ДЮСШ «Торпедо». Виступав на позиції захисника.
У 1967—1969 роках потрапляв до заявки московського «Торпедо», але виступав лише за дубль. 1970 року перебрався до калінінської «Волги», яка виступала у другій лізі. З першого ж сезону став гравцем основного складу, провів 38 матчів та відзначився 2-ма голами. 1971 року зіграв 29 матчів, відзначився 1-м голом. Грав за «Волгу» до 1974 року.
1975 року виступав у вищій лізі за дніпропетровське «Дніпро», провів 4 поєдинки.
У 1976 році перейшов до владимирського «Торпедо», яке грало у другій лізі. Залишався одним із провідних футболістів, провів за чотири сезони 131 матч та відзначився 5-ма голами. У 1980 та 1986 роках виступав за клубну команду московського «Торпедо».
У 2003 році працював тренером московського «Торпедо-Металурга», який виступав у прем'єр-лізі. З 2010 до січня 2018 року працював у столичному «Торпедо» начальником команди.